# Nicolas Bürgy
Nicolas Bürgy (Belp, 7 agosto 1995) è un calciatore svizzero, difensore dell'Odense.

## Statistiche

### Presenze e reti nei club
Statistiche aggiornate al 1º agosto 2020.
| Stagione          | Squadra           | Campionato        | Campionato | Campionato | Coppe nazionali | Coppe nazionali | Coppe nazionali | Coppe continentali | Coppe continentali | Coppe continentali | Altre coppe | Altre coppe | Altre coppe | Totale | Totale | Totale |
| Stagione          | Squadra           | Comp              | Pres       | Reti       | Comp            | Pres            | Reti            | Comp               | Pres               | Reti               | Comp        | Pres        | Reti        | Pres   | Reti   |        |
| ----------------- | ----------------- | ----------------- | ---------- | ---------- | --------------- | --------------- | --------------- | ------------------ | ------------------ | ------------------ | ----------- | ----------- | ----------- | ------ | ------ | ------ |
| 2015-2016         | Wohlen            | CL                | 26         | 1          | CS              | 0               | 0               | -                  | -                  | -                  | -           | -           | -           | 26     | 1      |        |
| 2016-feb. 2017    | Young Boys        | SL                | 2          | 0          | CS              | 2               | 0               | UEL                | 0                  | 0                  | -           | -           | -           | 4      | 0      |        |
| feb.-giu. 2017    | Thun              | SL                | 12         | 1          | CS              | -               | -               | -                  | -                  | -                  | -           | -           | -           | 12     | 1      |        |
| 2017-2018         | Thun              | SL                | 20         | 0          | CS              | 4               | 0               | -                  | -                  | -                  | -           | -           | -           | 24     | 0      |        |
| Totale Thun       | Totale Thun       | Totale Thun       | 32         | 1          |                 | 4               | 0               |                    | -                  | -                  |             | -           | -           | 36     | 1      |        |
| 2018-2019         | Aarau             | CL                | 27+2       | 1          | CS              | 1               | 0               | -                  | -                  | -                  | -           | -           | -           | 30     | 1      |        |
| 2019-2020         | Young Boys        | SL                | 18         | 1          | CS              | 2               | 0               | UCL+UEL            | 0+3                | 0                  | -           | -           | -           | 23     | 1      |        |
| Totale Young Boys | Totale Young Boys | Totale Young Boys | 20         | 1          |                 | 4               | 0               |                    | 3                  | 0                  |             | -           | -           | 27     | 1      |        |
| Totale carriera   | Totale carriera   | Totale carriera   | 105+2      | 4          |                 | 9               | 0               |                    | 3                  | 0                  |             | -           | -           | 119    | 4      |        |

## Palmarès

### Club

#### Competizioni nazionali
- Campionato svizzero: 1

Young Boys: 2019-2020
- Coppa Svizzera: 1

Young Boys: 2019-2020
- 1. Division: 1

Odense: 2024-2025